# Колумбия (река)
Колумбия (англ. Columbia River) — река на северо-западе Северной Америки. Пересекает канадскую провинцию Британская Колумбия, а также американские штаты Вашингтон и Орегон. Длина — 2000 км.
Полноводная Колумбия имеет ледниковое питание и горный быстротечный характер течения. Большой объём воды и значительный перепад высот на относительно короткой дистанции создаёт благоприятные условия для производства гидроэлектроэнергии. Колумбия является рекой с самым большим производством электроэнергии в Северной Америке. На реке построено 14 гидроэлектростанций как в США, так и в Канаде.
Первыми из европейцев по реке спустились участники экспедиции Льюиса и Кларка 1805—1807 годов. В 1806—1811 годах бассейн реки обследовал и нанёс на карту торговец пушниной и картограф Дэвид Томпсон. Он же стал первым, кто прошёл реку от истоков до устья.

## Течение

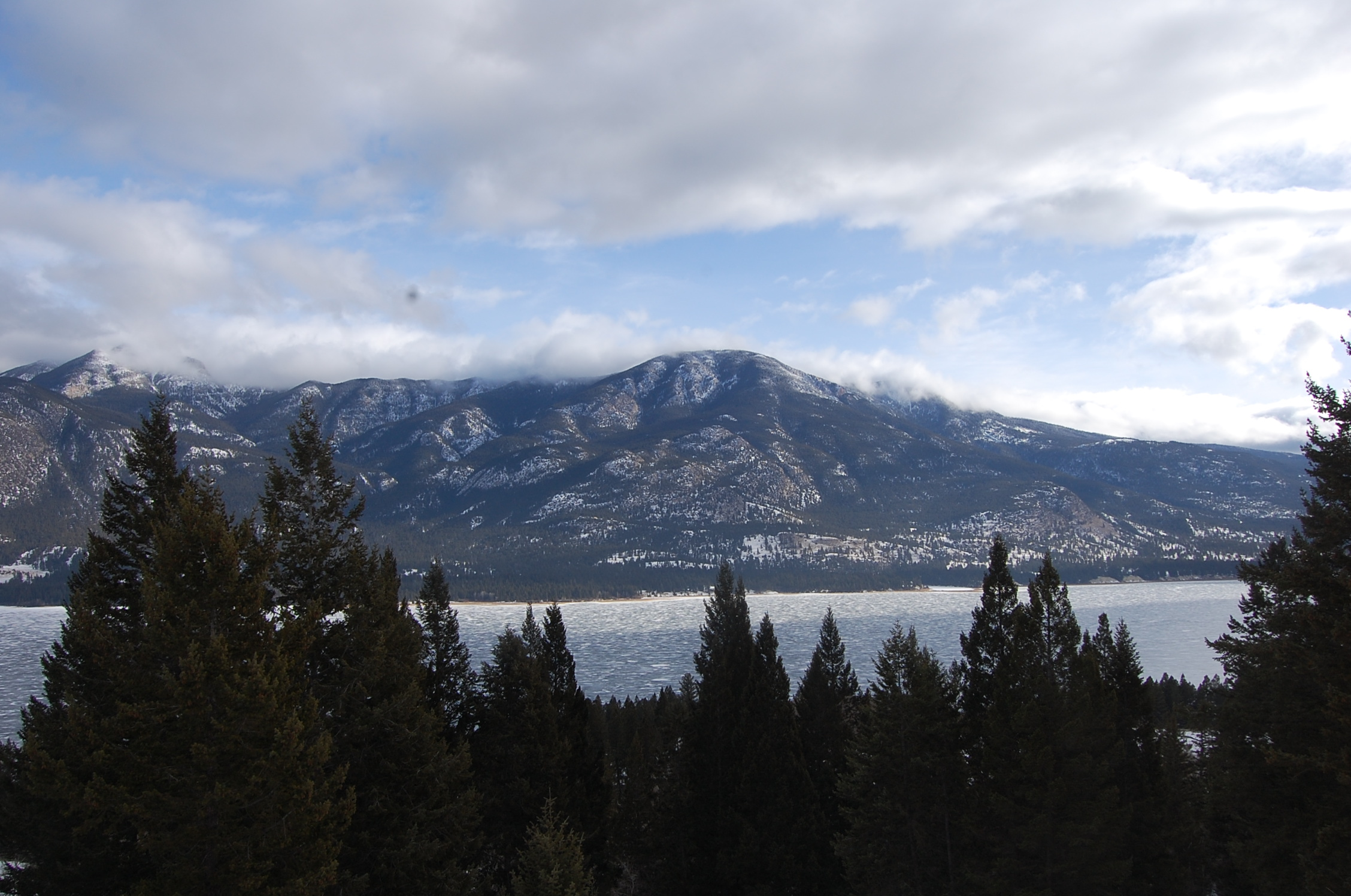
Озеро Колумбия в верховьях одноимённой реки

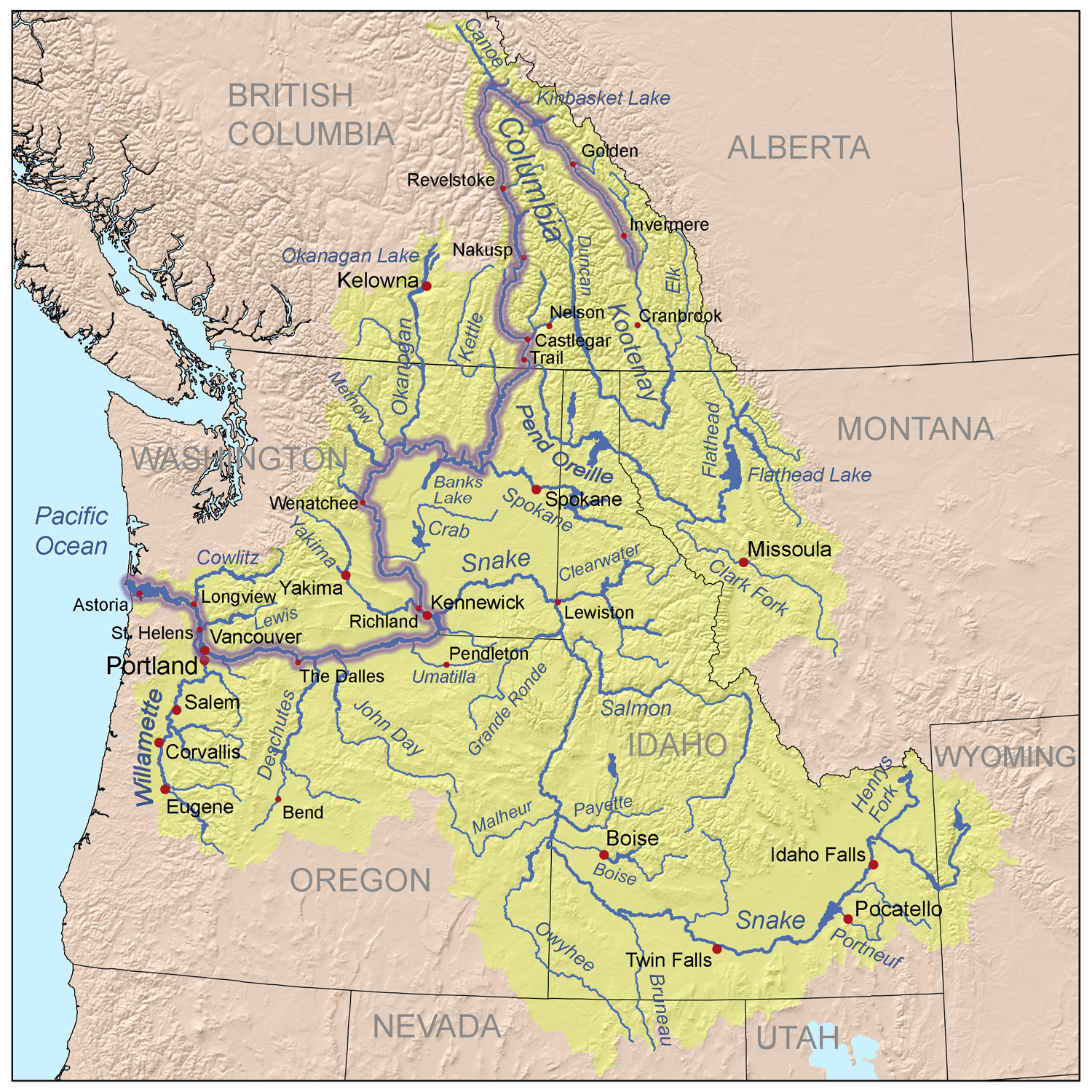
Карта бассейна Колумбии

Река берёт начало в канадской провинции Британская Колумбия, в Скалистых горах, в месте, известном как Долина тысячи пиков. Она вытекает из озера Колумбия на высоте 820 м над уровнем моря. Долина тысячи пиков представляет собой широкую длинную ледниковую долину, разделяющую Канадские Скалистые горы и горы Колумбия. Свои первые 320 км река течёт в северо-западном направлении по Долине тысячи пиков, протекая сперва через озеро Уиндермер, а затем через водохранилище Кинбаскет. Огибая северную оконечность горного хребта Селкерк, река стремительно поворачивает на юг и течёт далее через регион, известный как Биг-Бенд, проходя через озёра Ревелсток и Арроу. Ниже озера Арроу река протекает мимо города Каслгар, расположенного в месте впадения в Колумбию крупного левого притока Кутеней. Другой значительный приток, река Панд-Орей, впадает в Колумбию примерно в 3 км к северу от границы США.
Далее река продолжает течь в южном направлении, протекая через восточную часть штата Вашингтон, а при впадении в неё притока Спокан — поворачивает на запад. Вскоре после этого, при впадении в Колумбию правого притока Оканоган, река вновь поворачивает на юг, а при впадении реки Уэнатчи — поворачивает на юго-восток. При слиянии со своим крупнейшим притоком, рекой Снейк, река Колумбия резко поворачивает на запад и далее образует границу между штатами Вашингтон и Орегон на протяжении 497 км, вплоть до впадения в Тихий океан.

## Бассейн

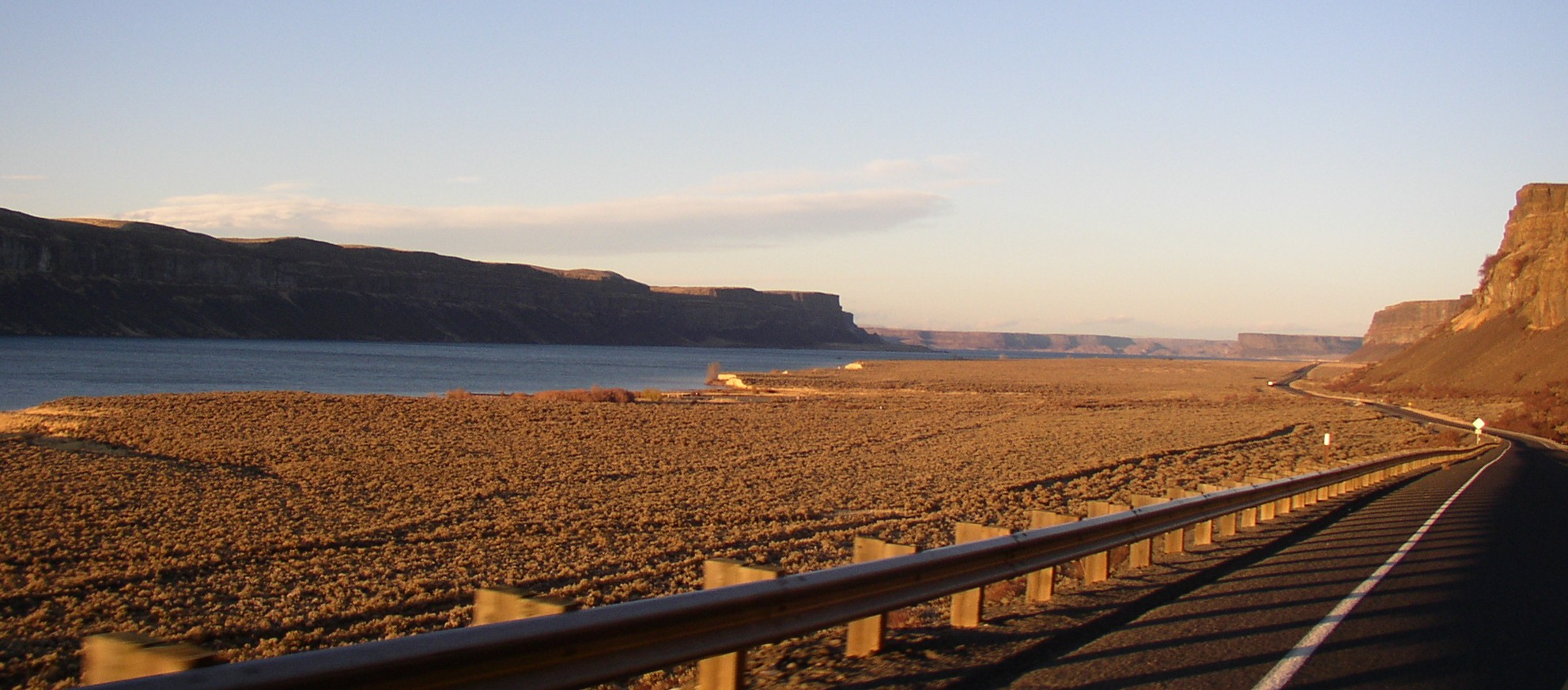
Каньон Гранд-Кули, штат Вашингтон

Площадь бассейна реки — более 670 тысяч км². Бассейн включает почти всю территорию штата Айдахо, значительную часть территории штатов Вашингтон и Орегон, а также канадской провинции Британская Колумбия, кроме того в него входит небольшая часть штатов Монтана, Вайоминг, Юта и Невада. Площадь бассейна реки можно сравнить с территорией такого государства как Франция. Примерно 1200 км течения Колумбии и почти 85 % от её бассейна находится в пределах США. Это двенадцатая самая длинная река соединённых Штатов и шестая река в стране по площади бассейна. В Канаде, где Колумбия течёт на протяжении 801 км и имеет площадь водосбора 103 000 км², она занимает 23 место в стране по длине и 13 место — по площади бассейна .
Большая часть бассейна Колумбии находится между Скалистыми горами на востоке и Каскадными горами — на западе. На территории водосбора находится американский национальный парк Гранд-Титон и части парков Йеллоустон, Глейшер, Маунт-Рейнир и Норт-Каскейдс, а также канадские национальные парки Кутеней, Йохо, Глейшер и Маунт-Ревелсток.
По данным на 2000 год в бассейне Колумбии проживает около 6 миллионов человек, из них около 2,4 млн человек — в Орегоне; 1,7 млн человек — в Вашингтоне; 1 млн человек — в Айдахо; 0,5 млн. — в Британской Колумбии. Высота территории меняется от уровня моря в устье реки до 4392 м над уровнем моря (гора Рейнир). Довольно разнообразным рельефом обусловлены и сильные различия в климате региона. Для высотных горных районов характерны холодная зима и короткое прохладное лето. Внутренние районы характеризуются также значительными температурными амплитудами и сильными засухами. Средний годовой уровень осадков меняется от более 2500 мм в Каскадных горах, до менее чем 200 мм в некоторых внутренних районах. При этом большая часть территории бассейна получает менее 300 мм осадков в год.
Бассейн Колумбии граничит со множеством других водосборов Северной Америки. На востоке, по Американскому континентальному водоразделу проходит граница с бассейном Миссури-Миссисипи, несущим свои воды в Мексиканский залив Атлантического океана. На северо-востоке бассейн Колумбии граничит с водосбором реки Саскачеван-озера Виннипег-реки Нельсон, которые впадают в Гудзонов залив Северного Ледовитого океана. Водосборы Северного Ледовитого, Тихого и Атлантического океанов сходятся в одной точке в вершине горы Трипл-Дивайд-Пик, расположенной в штате Монтана. На севере бассейн Колумбии граничит с бассейном рек Атабаска-Невольничья-Маккензи, несущими свои воды в Северный Ледовитый океан, а на северо-западе — с водосбором реки Фрейзер, впадающей в Тихий океан. На юго-востоке Колумбия граничит с водосбором Уинд-Ривер-Колорадо, которая впадает в Калифорнийский залив Тихого океана. Бассейны Колумбии, Колорадо и Миссури встречаются в районе горного хребта Уинд-Ривер, в штате Вайоминг. На юге водосбор Колумбии имеет границу с огромной бессточной областью, известной как Большой Бассейн, а на юго-западе — с несколькими небольшими водосборами, наиболее значительный из которых — река Кламат.

## Притоки и расход воды

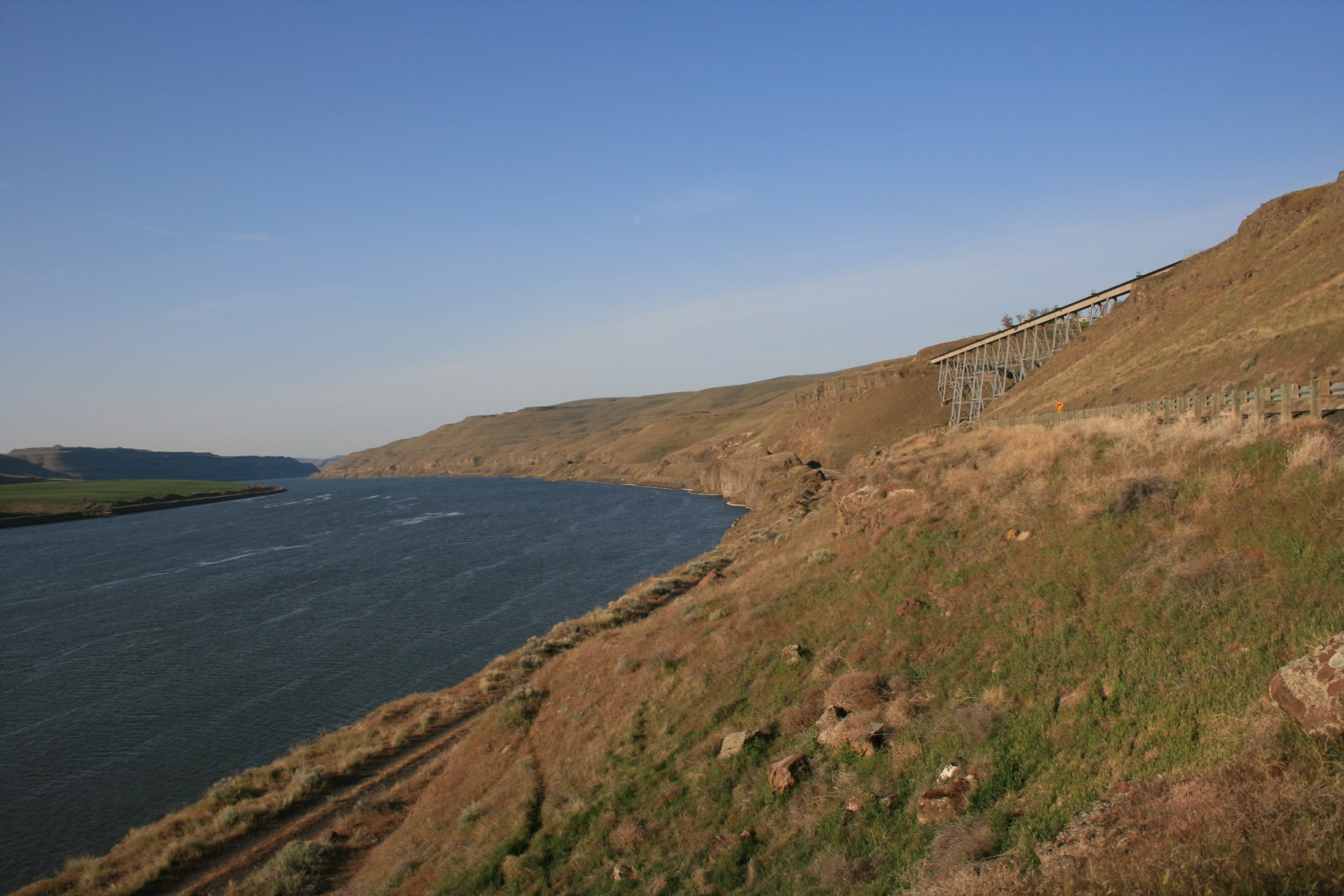
Снейк — крупнейший приток Колумбии, 16 км от устья

Колумбия принимает более 60 значительных притоков, крупнейшими из которых являются Снейк, Уилламетт, Кутени и Панд-Орей. Каждая из этих четырёх рек имеет средний расход воды более 570 м³/с и площадь бассейна более 52 000 км². Крупнейший приток — река Снейк. В месте слияния рек длина Снейка превосходит длину Колумбии, кроме того, площадь бассейна Снейка в этом месте также больше территории бассейна самой Колумбии.
| Снейк     | 107 500 | 278 400 | 56 900       | 1610 |
| Уилламетт | 11 460  | 29 680  | 37 400       | 1060 |
| Кутени    | 19 420  | 50 300  | 30 650       | 868  |
| Панд-Орей | 25 800  | 66 800  | 26 430       | 748  |
| Каулиц    | 2586    | 6700    | 9140         | 259  |
| Спокан    | 17 300  | 6680    | 7900         | 224  |
| Льюис     | 1046    | 2710    | 6125         | 173  |
| Дешут     | 27 700  | 10 700  | 5845:164—165 | 166  |
| Якима     | 6150    | 15 900  | 3542         | 100  |
| Уэнатчи   | 1350    | 3500    | 3079         | 87   |
| Оканоган  | 8340    | 21 600  | 3039         | 86   |
| Кетл      | 4200    | 10 880  | 2925         | 83   |
| Санди     | 508     | 1316    | 2257         | 64   |
| Джон-Дей  | 8010    | 20 750  | 2060         | 58   |

Колумбия имеет средний расход воды около 7500 м³/с:164—165, что делает её четвёртой рекой США по этому показателю и крупнейшей североамериканской рекой по объёму стока, впадающей в Тихий океан. Средний расход воды в месте пересечения рекой границы между Канадой и США составляет 2800 м³/с при площади бассейна выше этого места около 103 000 км² (15 % от всего водосбора Колумбии). Самый высокий расход воды был зафиксирован в городе Те-Далс в июне 1894 года, ещё до перекрытия реки дамбами, и составил около 35 000 м³/с. Самый низкий расход воды был зафиксирован в том же городе 16 апреля 1968 года во время перекрытия Колумбии плотиной Джон-Дэй в 45 км выше по течению и составил всего 340 м³/с. Те-Далс находится в 310 км от устья Колумбии; площадь водосбора выше этого места составляет около 610 000 км² (91 % от всего бассейна реки).

## Геология

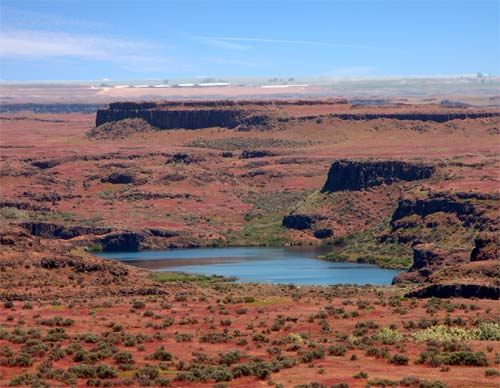
Чаннелд-Скаблендс

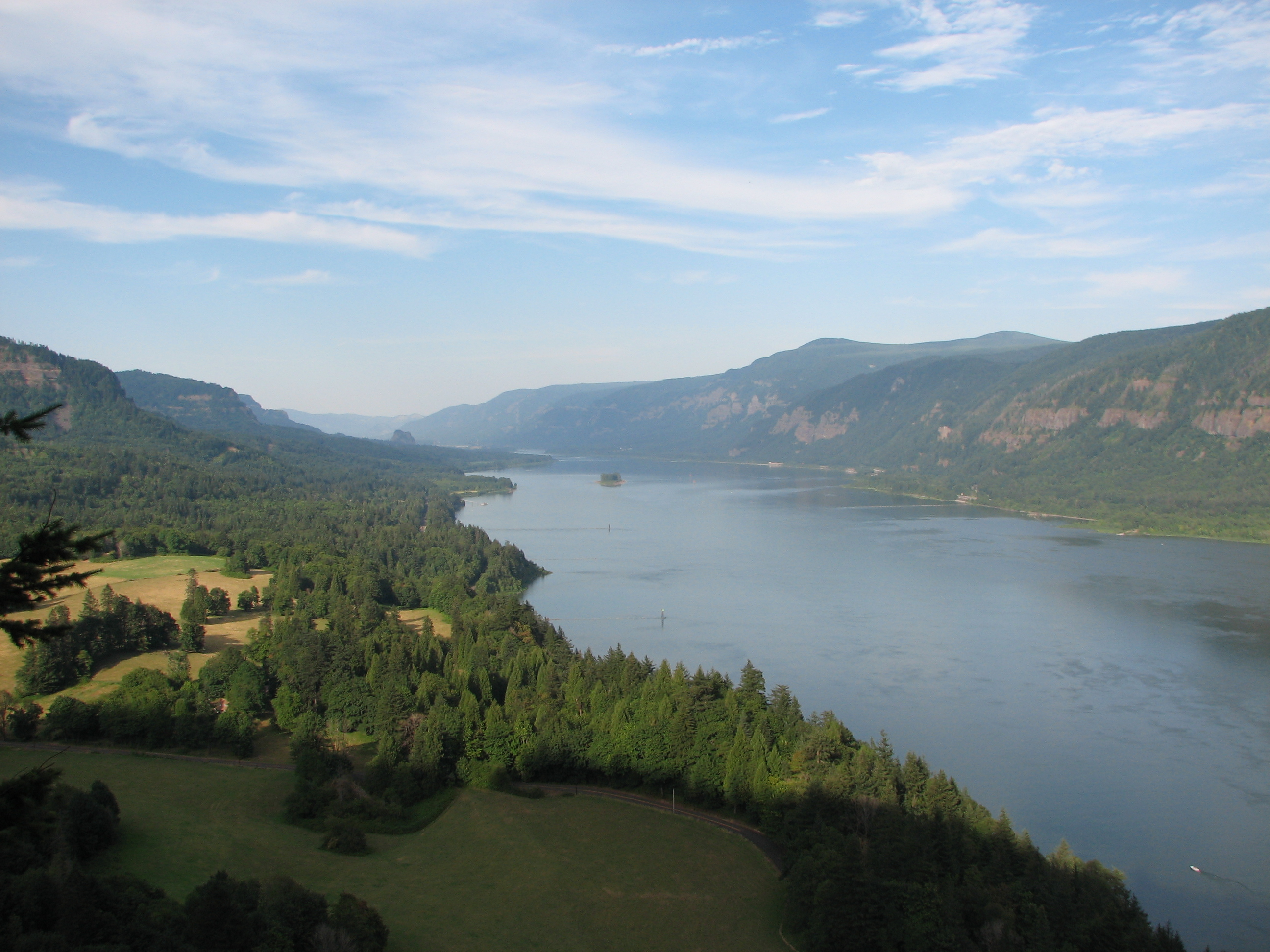
Каньон реки Колумбия

Во времена, когда Северная Америка отделилась от Лавразии и дрейфовала к западу, регион, сегодня представляющий собой северо-запад американского побережья Тихого океана, не был частью континента. По мере продвижения Северной Америки на запад плита Фараллон погружалась под её западную оконечность. По мере погружения плиты образовались островные дуги, которые в конце концов срослись с Североамериканским континентом, образовав тихоокеанское побережье примерно 150-90 млн лет назад. Однако бассейн реки Колумбия оставался под водой обширного внутреннего моря вплоть до поднятия, происходившего 40—60 млн лет назад. Примерно 20—40 млн лет назад, в эпоху эоцена и миоцена, значительные вулканические извержения часто изменяли пейзаж региона. Вынося осадки, образуемые за счёт эрозии и извержений, река выстраивает дельту к востоку от Берегового хребта, вблизи современного городка Вернония в северо-западном Орегоне. В период около 17—6 млн лет назад огромные излияния базальтовых лав покрывают плато реки Колумбия, направляя нижнее течение реки в его сегодняшнем направлении. Каскадные горы начинают подниматься в ранний плейстоцен (2 млн. — 700 тыс. лет назад). Прорываясь через поднявшийся хребет, Колумбия формирует каньон.

### Миссулские наводнения
В конце последнего ледникового периода бассейн Колумбии подвергся одним из наиболее катастрофических наводнений в мире. Периодические прорывы ледяной дамбы озера Мизула, которое располагалось в западной Монтане, вызывали наводнения на равнинах современных штатов Вашингтон и Орегон. Точное количество наводнений неизвестно, но геологи насчитывают как минимум 40. Наводнения происходили примерно 19 — 13 тыс. лет назад. Миссулские наводнения сформировали местность известную как Чаннелд-Скаблендс, представляющую собой сложную сеть каньонообразных каналов, которые зачастую имеют множество русел и глубоко вгрызаются в базальты, лежащие в основе всего региона. Над скэблендом возвышаются плосковершинные холмы со значительным слоем почвы.

### Оползень Бонневиль
В последние несколько тысяч лет на северном склоне каньона реки Колумбия сошло множество оползней. Огромное количество грязевого материала смывалось к югу от Столовой горы и пика Гринлиф в ущелье вблизи того места, где сегодня находится плотина Бонневиль. Последний и наиболее значительный оползень также носит название Бонневиль; он сформировал массивную естественную земляную дамбу, которая охватывала 5,6 км течения реки. Существует широкий спектр оценок по поводу времени образования дамбы (от 1060 до 1760 года н. э.), что, вероятно, объясняется тем, что она была сформирована более чем одним оползнем. Более поздние оценки связывают дамбу с землетрясением 1700 года. Неизвестно также и то время, которое потребовалось реке на преодоление этого барьера. Оценки варьируют от нескольких месяцев до нескольких лет. Большая часть материала осталась на месте после прорыва дамбы, сместив русло реки примерно на 2,4 км к югу от первоначального течения и сформировав пороги. В результате строительства дамбы Бонневиль в 1938 году были затоплены пороги, а также остатки деревьев, которые могли быть использованы для уточнения даты оползня.

## История

### Первые люди

Карта, отображающая традиционные территории проживания племён вдоль Колумбии

Люди населяют бассейн реки Колумбия уже около 15 тысяч лет. Около 3500 лет назад они перешли к оседлому образу жизни, основанному главным образом на ловле лосося. В 1962 году в пещере Мармс, вблизи слияния рек Палус и Снейк, археологи нашли следы пребывания там человека 11 тысяч лет назад. В 1996 году останки скелета древнего человека возрастом около 9000 лет были найдены вблизи городка Кенневик (Кенневикский человек). Данная находка возродила в научном сообществе споры по поводу заселения Американского континента.
На территории бассейна Колумбии проживали многие племена индейцев. На канадском сегменте реки это прежде всего синикст, оканоган, шусвап и ктунаха. К югу от современной границы с США проживали колвилл, спокан, кёр-д'ален, якама, не-персе, кайюсы, палусы, юматилла и каулиц. Верховья рек Снейк и Салмон служили домом для шошонов и банноков. Вблизи реки Колумбия проживали также племена чинуков.

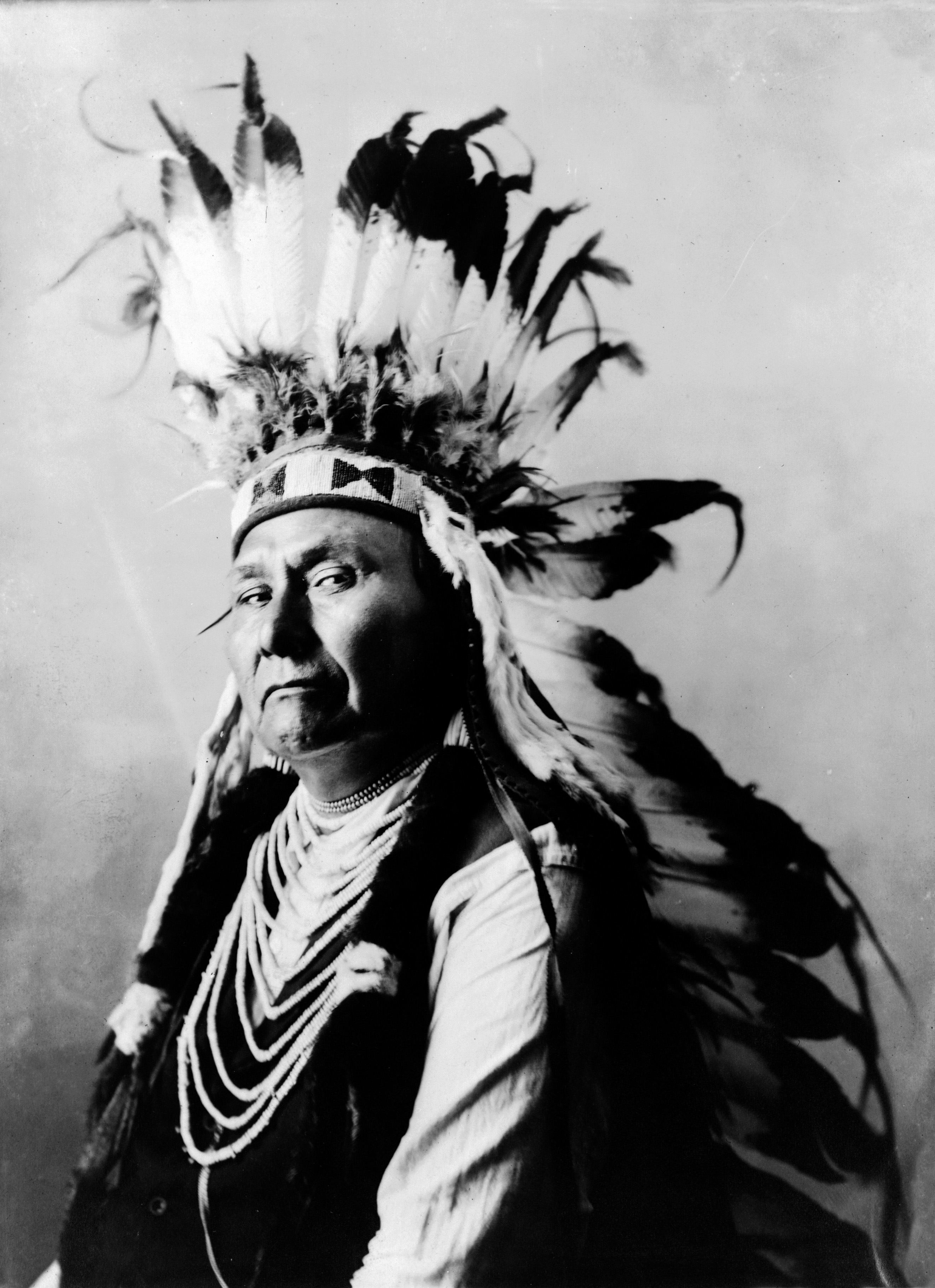
Джозеф, вождь племени не-персе

Устные предания описывают образование и разрушение «Моста богов» — природного моста, соединявшего две стороны ущелья реки Колумбия. Существование моста подтверждается геологическими данными об оползне Бонневиль. Истории о Мосте богов описывают мост как результат битвы богов, представленных горами Адамс и Худ за любовь богини, представленной вулканом Сент-Хеленс. Индейские предания о мосте различаются в деталях, но в целом сходны в том, что мост способствовал лучшему взаимодействию племён северной и южной стороны реки.
Лошади, изначально приобретённые в испанском Санта-Фе-де-Нуэво-Мексико, широко распространились среди индейцев. Лошади достигли шошонов в 1700 году, а не-персе, кайюсов и салишей — около 1730 года. Лошади сильно изменили жизнь индейцев бассейна; возросла мобильность, особое развитие получила торговля на большие расстояния, более интенсивной стала охота, активизировались военные действия, начали появляться крупные племенные конфедерации. Не-персе и кайюсы держали крупные табуны лошадей; ежегодно они совершали дальние поездки на Великие равнины, чтобы поохотиться на бизонов. Эти племена в значительной степени переняли культуру равнин, они же стали и каналом, через который лошади стали проникать к другим племенам региона. Впрочем, другие индейцы принимали лошадей и некоторые аспекты культуры равнин довольно неравномерно. Якама, юматилла, палус, спокан и кор-дален также содержали значительные табуны, однако рыбалка по-прежнему играла в их экономике важную роль. Наименьшее влияние появление лошадей и культура равнин оказали на племена молала, кликитатов, венатчи и оканоган, которые, однако, всё же держали некоторое количество лошадей и переняли некоторые черты культуры равнин. Почти неизменной осталась жизнь таких племён как санпойл и неспелем, культура которых по-прежнему была основала на ловле рыбы.
Коренное население бассейна неоднократно сталкивалось с европейцами в течение XVIII и XIX веков. Европейские и американские суда исследовали побережье вблизи устья реки в конце XVIII века, ведя торговлю с местными племенами. Контакты с европейцами оказались губительны для индейцев, значительная их часть погибла от эпидемии оспы. Канадский исследователь Александр Маккензи пересёк внутренние районы современной Британской Колумбии в 1793 году. Экспедиция Льюиса и Кларка 1805—1807 годов также сталкивалась с многочисленными поселениями местных жителей. В середине XIX века столкновения с европейцами привели к значительным потерям среди индейцев и утрате контроля над землями их проживания.
Рыба занимала центральное место в экономике и культуре народов бассейна Колумбии. Улов свозили в ряд торговых постов, расположенных вдоль реки. Селило-Фолс к востоку от современного города Те-Далс был важным центром торговли и взаимодействия разных культур на протяжении около 11 тысяч лет. До контактов с европейцами, население нескольких деревень, вытянувшихся вдоль реки на участке длиной 14 км, могло достигать время от времени до 10 тысяч человек. Другими важными торговыми постами и местами рыбной ловли были Каскадские пороги, ущелье реки Колумбия, водопады Кетл, пороги Священника и др.

### Открытие европейцами и исследования

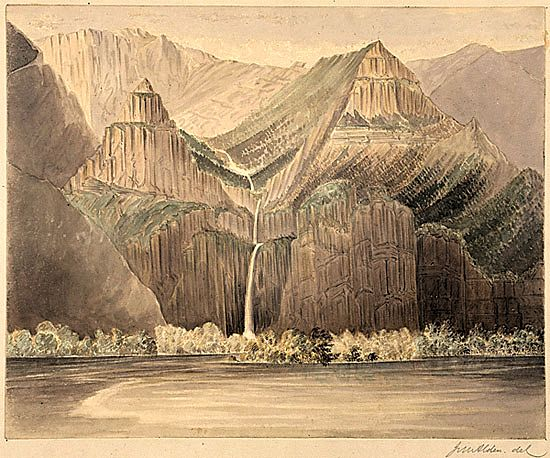
Водопад Малтнома, картина Джеймса Олдена, 1857 год

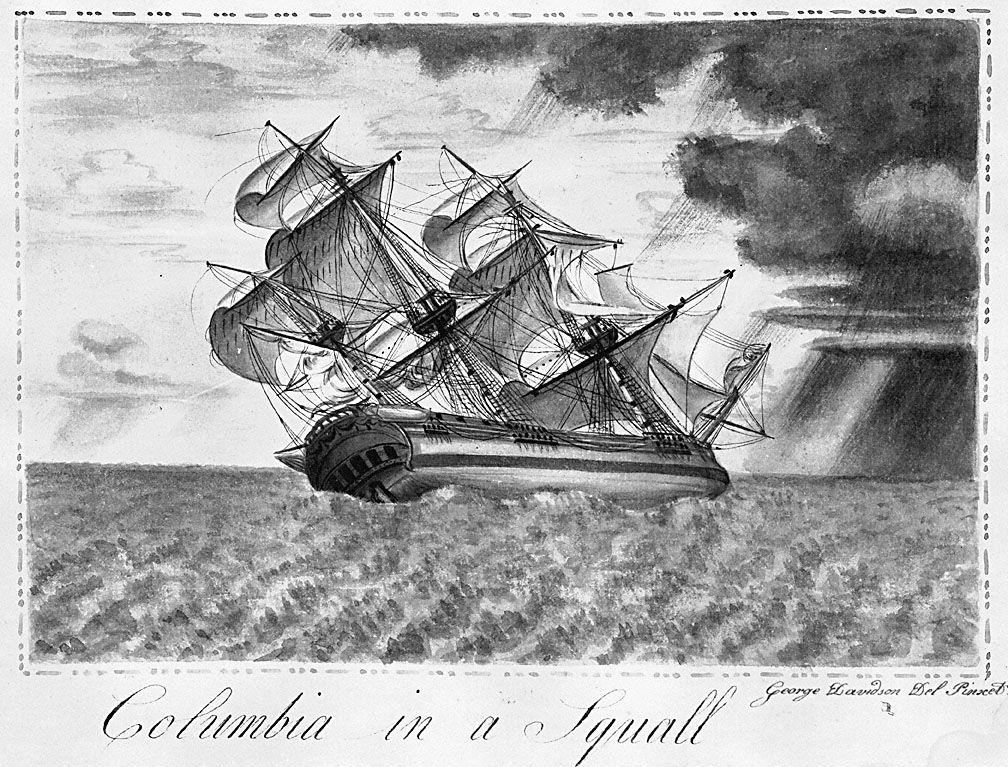
Судно Columbia Rediviva под командованием Грэя, рисунок Джорджа Дэвидсона, 1793 год

Некоторые историки полагают, что японские или китайские суда достигали северо-западного побережья Северной Америки задолго до европейцев, возможно уже около 219 года до н. э. Впрочем, неизвестно, причаливали ли они вблизи устья Колумбии или нет. Существуют доказательства, что в 1679 году побережья достигли потерпевшие кораблекрушение испанцы. Они пытались торговать с клатсопами, однако были ли они первыми европейцами, увидевшими реку Колумбия доподлинно неизвестно. В XVIII веке был отмечен интерес к открытию водного пути, соединяющего Атлантический океан с Тихим. Предполагалось наличие реки, соединяющей западное побережье с Миссури либо с Гудзоновым заливом. В поисках этой реки северо-западное побережье исследовали множество кораблей, главным образом, под испанским и британским командованием. Первым документально подтверждённым открытием Колумбии было плавание Бруно-де-Эсета, который увидел устье реки в 1775 году. Однако Эсета не исследовал устья и предположил, что это залив, назвав его Энсенада-де-Асунсьон. После плавания Эсета реку искал британский мореплаватель и торговец пушниной Джон Мирес, который в 1788 году пришёл к выводу, что её не существует. Он назвал мыс, отмечающий крайний юго-запад современного штата Вашингтон мысом Разочарования (Cape Disappointment), так и не заметив, что этот мыс находится на северной оконечности устья реки.
Капитан королевского военно-морского флота Великобритании Джордж Ванкувер проплыл мимо устья реки в апреле 1792 года и обнаружил в этом месте изменение цвета воды, однако, приняв во внимание доклад Миреса, проплыл мимо, продолжив своё путешествие к северу. Немногим позже, в том же месяце, Ванкувер встретился с американским капитаном Робертом Греем в проливе Хуан-де-Фука. Грэй утверждал, что видел устье Колумбии и провёл 9 дней в надежде войти туда, однако безуспешно.

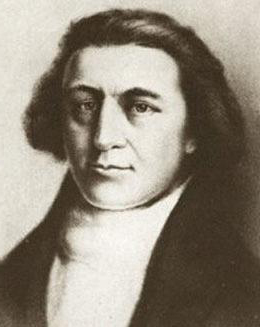
Роберт Грэй — человек давший реке имя по названию собственного судна

12 мая 1792 года Грэй вернулся к югу, исследовал устье реки и прошёл на 21 км вверх по течению. Миссию Грэя по торговле пушниной финансировали бостонские купцы, снарядившие его судно под названием Columbia Rediviva — «Возрождённая Колумбия». 18 мая Грэй дал реке имя по названию своего судна:24. Исследование реки Колумбия Грэем впоследствии использовали США как аргумент в своих притязаниях на территорию Орегона. В октябре 1792 года Ванкувер послал второго человека в своей команде, Уильяма Броутона, вверх по реке. Броутон дошёл до реки Сенди на западной оконечности каньона реки Колумбия, что находится примерно в 160 км от устья реки. Броутон формально объявил реку, её бассейн и прилегающее побережье британской территорией. В отличие от него, сам Грэй никаких претензий от имени США не делал.

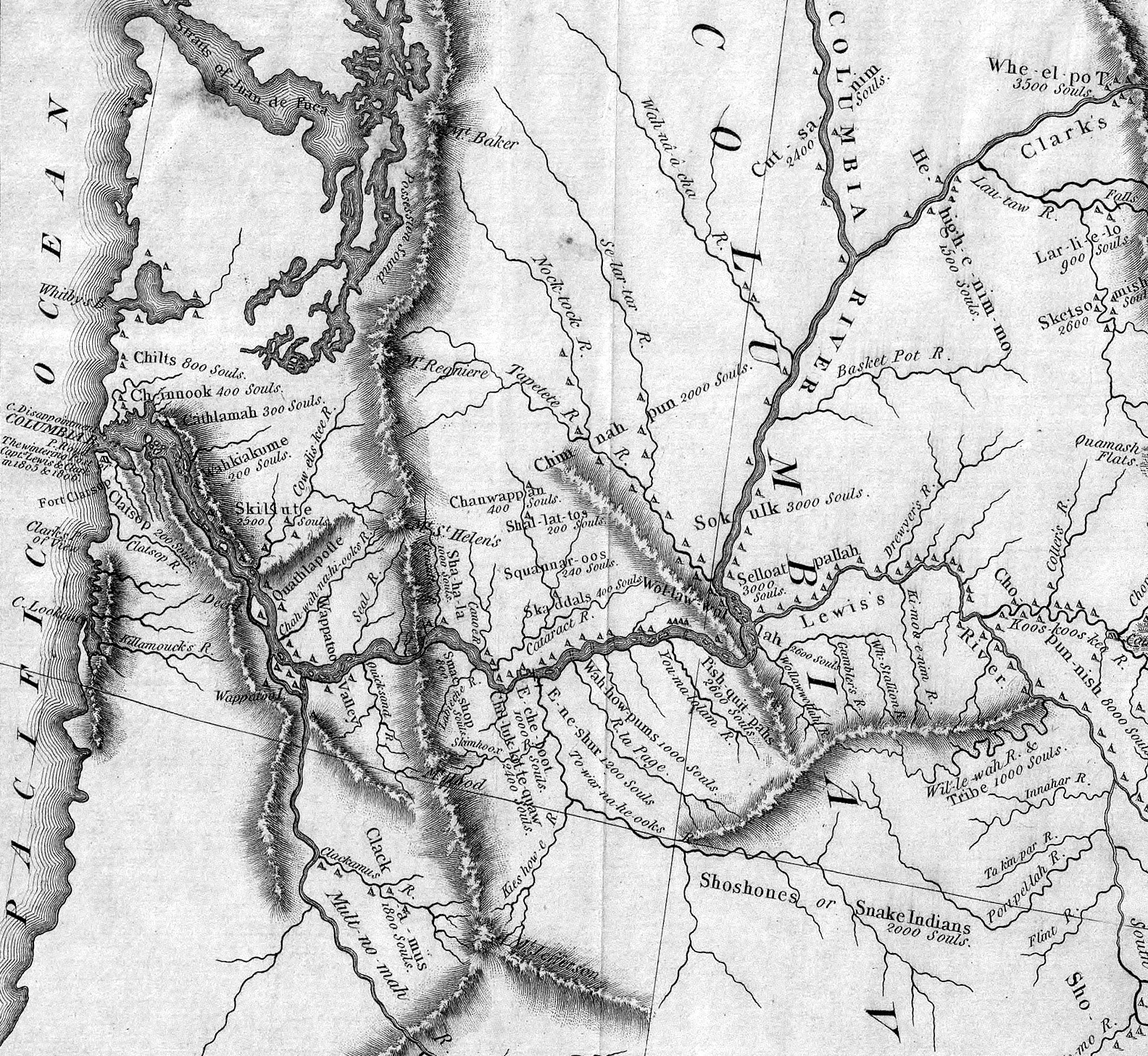
Детальная карта, созданная по результатам экспедиции Льюиса и Кларка

В связи с тем, что Колумбия находится на одной широте с рекой Миссури, предположения о существования сообщения между ними оставались популярными. На британской карте 1798 года это сообщение было даже обозначено пунктирной линией. В своей экспедиции 1803—1805 годов Льюис и Кларк исследовали обширную часть американского запада, не обнаружив сообщения между реками. После пересечения Скалистых гор исследователи построили каноэ и спустились вниз по реке Снейк. Достигнув Колумбии, они сперва поднялись на несколько миль вверх по течению, а затем спустились вниз вплоть до устья реки, где основали Форт-Клатсон, просуществовавший менее трёх месяцев.
Канадский путешественник Дэвид Томпсон из Северо-Западной компании провёл зиму 1807—08 годов на торговом посту Кутени-Хаус, вблизи истока реки и современного города Инвермер, Британская Колумбия. В последующие годы он исследовал большую часть реки, а также её северные притоки. В 1811 году он добрался до устья реки, где незадолго до этого Тихоокеанской меховой компанией была основана Астория. На своём пути обратно на север Томпсон исследовал оставшуюся часть реки. Таким образом, он был первым из европейских и американских исследователей, путешествовавшим по всему течению Колумбии.
В 1825 году Компания Гудзонова залива основала на берегу Колумбии Форт-Ванкувер, который располагался на месте современного города Ванкувер, штат Вашингтон. Форт был основан как штаб-квартира округа Колумбия, охватившего значительную территорию к западу от Скалистых гор. Компания Гудзонова залива переориентировала направления своей деятельности к Тихому океану через реку Колумбия, которая стала основным водным путём региона. В начале 1840-х годов регион начали заселять американцы через Орегонскую тропу, хотя Компания Гудзонова залива препятствовала появлению здесь американских поселений. Многие переселенцы на заключительном этапе своего путешествия спускались по реке Колумбия до форта Ванкувер. Этот участок от Те-Далс до Форт-Ванкувер был наиболее коварной частью пути, что способствовало строительству (1846) Дороги Барлоу.

Карта, показывающая спорную территорию между территорией Орегон (США) и округом Колумбия (Великобритания)

Согласно конвенции 1818 года США и Британия соглашались на равные права в использовании Орегона на 10 лет. В 1828 году, когда срок действия конвенции был продлён на неопределённый период, высказывались предложения по установлению границы по нижней части реки Колумбия. Долгие годы регион фактически находился под контролем Компании Гудзонова залива. Попытки американцев закрепиться здесь не приветствовались. Тем не менее, в 1830-е годы в нескольких поселениях в нижнем течении реки были созданы американские религиозные миссии. В попытках сохранить своё доминирование, Компания Гудзонова залива переходит от пришедшей в упадок торговли пушниной к экспорту более выгодных товаров — лосося и пиломатериалов. Несмотря на британский интерес, в том числе интерес Компании Гудзонова залива, в установлении границы по реке Колумбия, по Орегонскому договору (1846) граница была проведена по 49-й параллели. Река при этом стала границей между американскими территориями Орегон и Вашингтон, которые обрели статус штатов США в 1859 и 1889 годах соответственно. На рубеже XX века сложности навигации по Колумбии считались препятствием для экономического развития региона.

## Гидротехнические сооружения

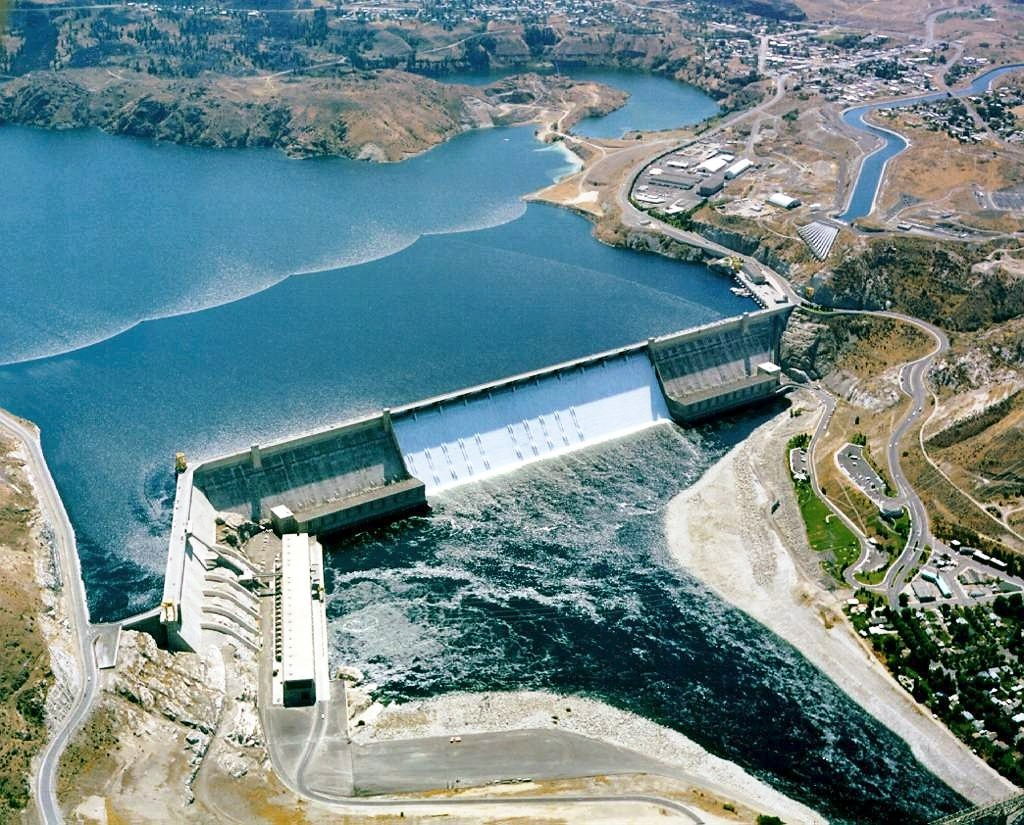
Плотина Гранд-Кули

В 1902 году для того, чтобы помочь экономическому развитию засушливого запада был создан Комитет мелиорации США. Одним из основных проектов, предпринятых им, было строительство дамбы Гранд-Кули, что обеспечивало орошение территории 2400 км² (600 тыс. акров) в центральной части штата Вашингтон. С началом Второй мировой войны основной целью строительства дамб стало производство электроэнергии. К вопросам ирригации вернулись по окончании войны.
Развитие реки берёт начало с Договора о пограничных водах между США и Канадой (1909). Конгресс США принял Закон о реках и бухтах (1925), направив инженерный корпус сухопутных войск и федеральную энергетическую комиссию изучить вопрос о развитии рек страны. Это побудило различные агентства провести финансовые анализы по части развития гидроэнергетики.
В конце 1920-х годов политические силы северо-запада страны в целом поддерживали строительство частных гидротехнических сооружений на реке Колумбия. Однако, победа (1930) кандидата в депутаты Джорджа Джозефа, а затем и его партнёра — Джулиуса Мейера продемонстрировала сильную общественную поддержку в пользу государственной собственности плотин. В 1933 году президент страны Франклин Рузвельт подписал закон, позволивший строить дамбы Бонневиль и Гранд-Кули как общественные работы.
В 1948 году сильные наводнения отмечались почти на всей территории бассейна Колумбии. Они разрушили Ванпорт, второй по величине город в Орегоне, а также принесли серьёзный ущерб землям на севере вплоть до городка Трейт, Британская Колумбия. Конгресс США принял Закон о борьбе с наводнениями (1950), направленный на федеральные разработки по строительству дополнительных плотин и нахождение других путей по борьбе с наводнениями. В то же время, местные общины начали относиться более осторожно к федеральным проектам в области гидроэнергетики и стремились к местному управлению новыми разработками. Отдел по управлению коммунальными услугами в округе Грант, Вашингтон, в конечном итоге начал строительство дамбы на порогах Прайэст.

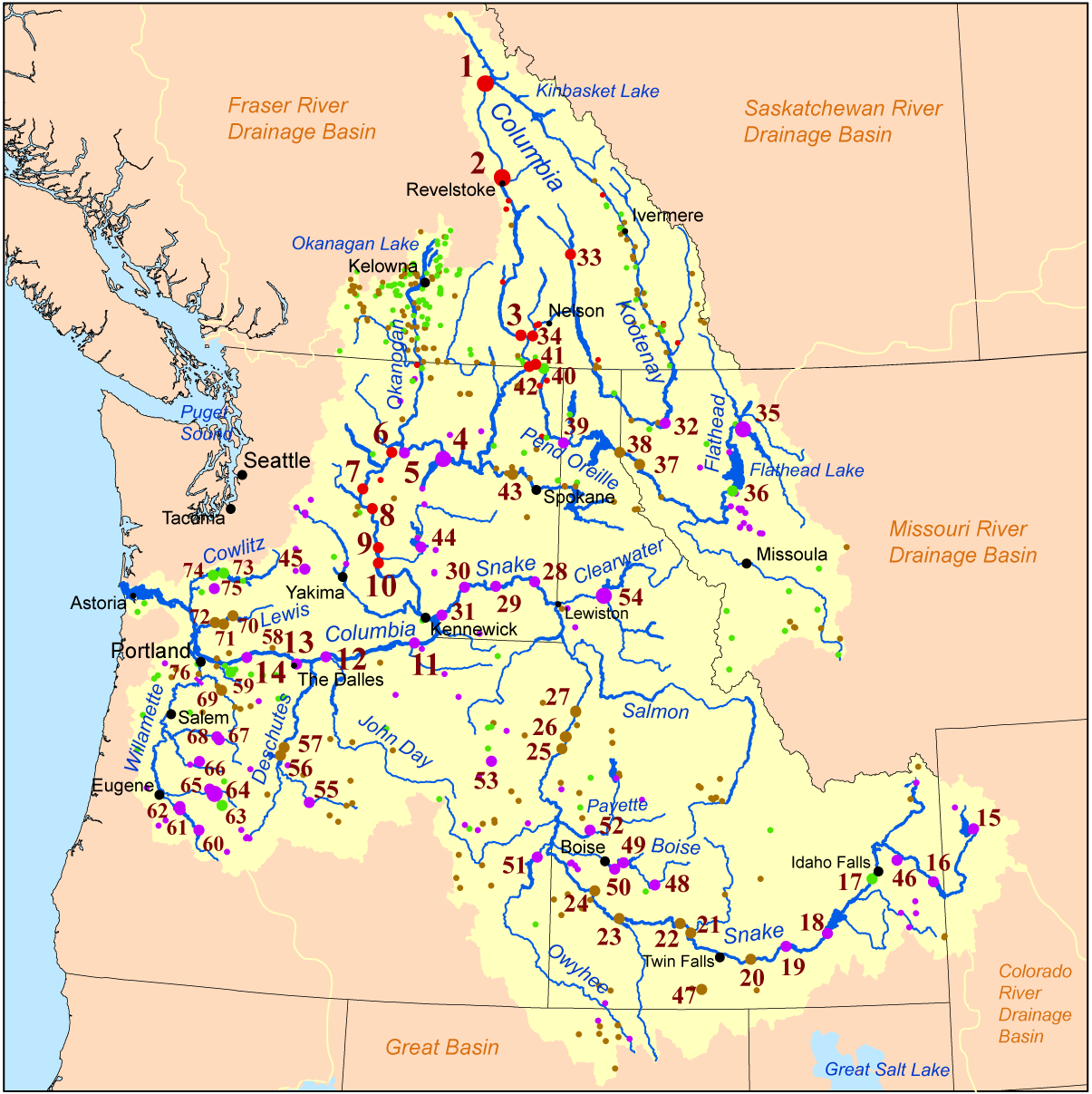
Цветовые обозначения принадлежности плотин:
Правительство США
Коммунальные организации
Правительства штатов и округов
Частные

В 1960-е годы США и Канада подписали Договор о реке Колумбия, положения которого фокусировались на обеспечении контроля над наводнениями и максимизации производства электроэнергии в нижнем течении реки. Канада соглашалась со строительством дамб и созданием водохранилищ, а США — с поставками электроэнергии в Канаду. Канадские обязательства вылились в постройку трёх дамб (2 на Колумбии и 1 на реке Дункан), последняя из которых была завершена в 1973 году.
Сегодня непосредственно на реке Колумбия имеется 14 плотин (3 в Канаде и 11 в США). Четыре дамбы на Колумбии и четыре нижних дамбы на реке Снейк имеют системы шлюзов, что позволяет судам проходить от Тихого океана вплоть до Льюистона, штат Айдахо. Всего же речная система включает более 400 плотин, как для производства электроэнергии, так и для ирригации. Плотины отвечают также целому ряду других потребностей, в том числе регулированию течения и улучшению условий судоходства.
Наиболее крупные дамбы управляются правительством страны (некоторые — инженерным корпусом сухопутных войск, а некоторые — комитетом мелиорации), в то же время, менее значительные плотины управляются отделами по управлению коммунальными услугами и частными энергетическими компаниями. Правительство страны управляет системой, включающей 31 плотину на Колумбии и её притоках.
Плотины сильно повлияли на ландшафт реки и речные экосистемы. Когда-то Колумбия славилась обилием лосося, но со строительством дамб местные популяции значительно сократились. На некоторых участках были установлены специальные лестницы, которые могут обеспечить прохождение рыбы вверх по течению для нереста. Плотина Чиф-Джозеф не имеет подобных рыбопропускных сооружений и полностью блокирует миграции рыбы выше по течению.

### Ирригация
Проект бассейна Колумбии, предложенный комитетом мелиорации, охватывал главным образом центральную часть штата Вашингтон, отличающуюся богатыми лёссовыми почвами. Несколькими группами разрабатывались альтернативные предложения, однако, в 1933 году Франклином Рузвельтом был принят Проект бассейна Колумбии. Центральной частью проекта была дамба Гранд-Кули; после завершения строительства, воды Колумбии заполнили устье древней реки Гранд-Кули, протекавшей некогда по дну каньона, сформировав водохранилище Банкс. В 1935 году вместо изначально задуманных 60—90 м (200—300 футов) высота плотины была увеличена до 150 м (500 футов).

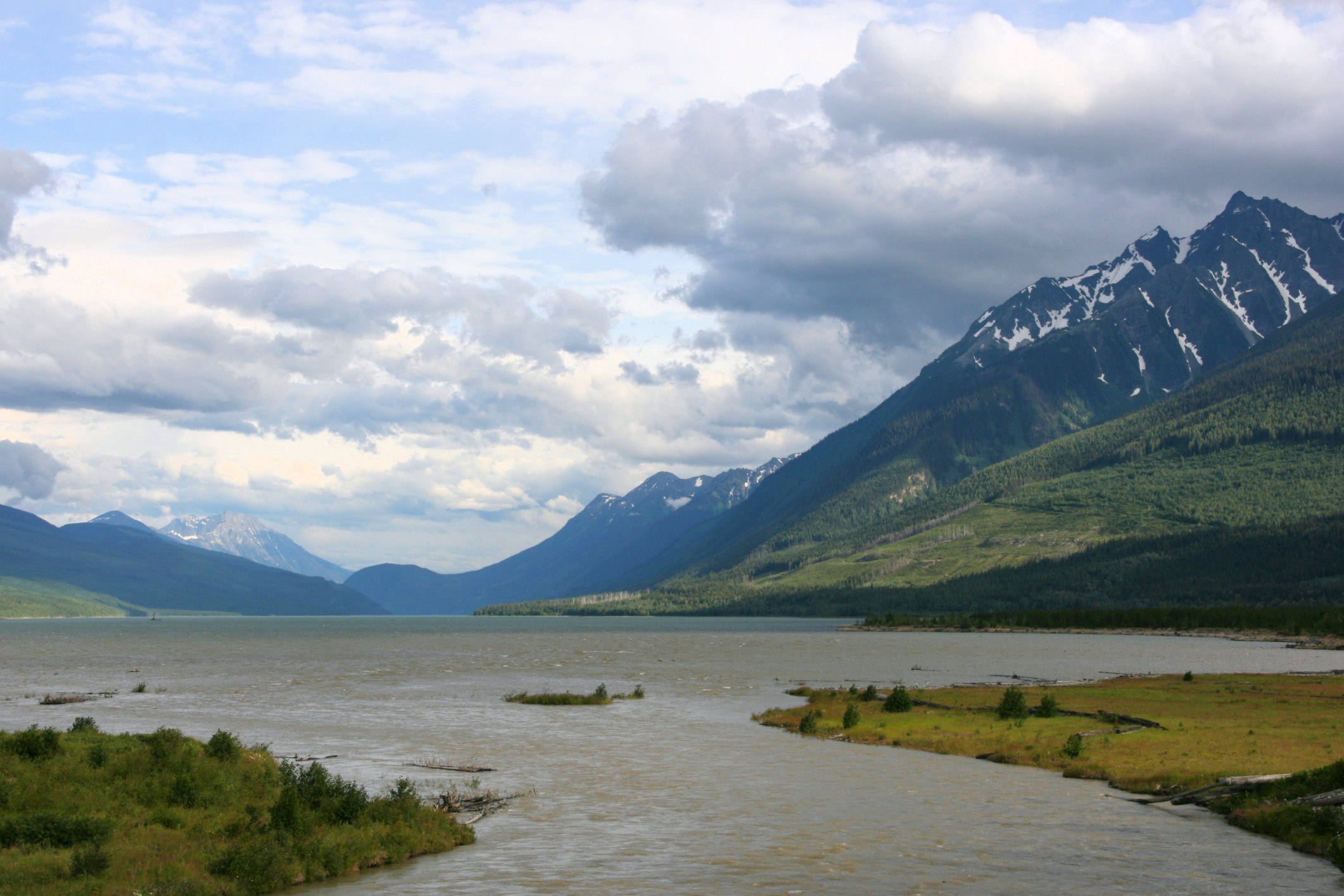
Водохранилище Кинбаскет, Британская Колумбия

Основным предназначением проекта было орошение, но с началом Второй мировой войны возрос спрос на электроэнергию для производства. алюминия, а также для разработок ядерного оружия в Хэнфордском комплексе. Ирригация началась лишь в 1951 году. Проект обеспечивал водой более 670 тысяч акров плодородных земель, превратив регион в важный сельскохозяйственный центр. Основные культуры этого региона включают фрукты, картофель, люцерну, свёклу, бобовые, мяту и винный виноград.
Начиная с 1750 года Колумбия испытала 6 крупных многолетних засух. Наиболее длительная, продолжавшаяся 12 лет, была отмечена в середине XIX столетия; тогда сток реки уменьшился на 20 % по сравнению со средним показателем. Учёные были обеспокоены, что дальнейшие подобные засухи будут иметь серьёзные последствия в этом регионе, столь зависящем от реки. От небольшой засухи 1992—1993 годов пострадали многие производители сельскохозяйственной продукции. Множество фермеров в центральном районе штата Вашингтон построили небольшие дамбы за свой счёт. Департамент экологии штата с помощью аэрофотосъёмки оценил, что в регионе имеется около сотни подобных сооружений, большая часть из которых — нелегальны. За последние годы прорвало 6 таких дамб, что принесло немалый ущерб как сельскохозяйственным угодьям, так и дорогам. 14 фермерских хозяйств региона прошли через процесс, разрешающий строить дамбы легально.

### Гидроэнергетика
Мощное течение и значительный уклон (40,9 см/км) реки Колумбия создают огромный потенциал для производства электроэнергии. Для сравнения, уклон Миссисипи составляет лишь 12,3 см/км. Таким образом, одна лишь Колумбия обладает третьей частью всего гидроэнергетического потенциала США. Гидротехнические сооружения Гранд-Кули и Чиф-Джозеф являются крупнейшими в США и одними из крупнейших в мире.
Недорогая энергия способствовала развитию алюминиевой промышленности. В 2000 году американский северо-запад производил 17 % всего мирового алюминия и 40 % алюминия США. Засухи в начале XXI века снизили генерирующую мощность реки, причинив ущерб промышленности. К 2003 году США производят лишь 15 % от мирового алюминия; многие заводы в бассейне Колумбии бездействуют, либо были полностью закрыты. В то же время, электроэнергия вдоль Колумбии по-прежнему остаётся сравнительно недорогой. В последние годы многие компании в области высоких технологий, такие как Google перевели свои серверные фермы в район реки, чтобы воспользоваться дешёвой энергией.

## Судоходство

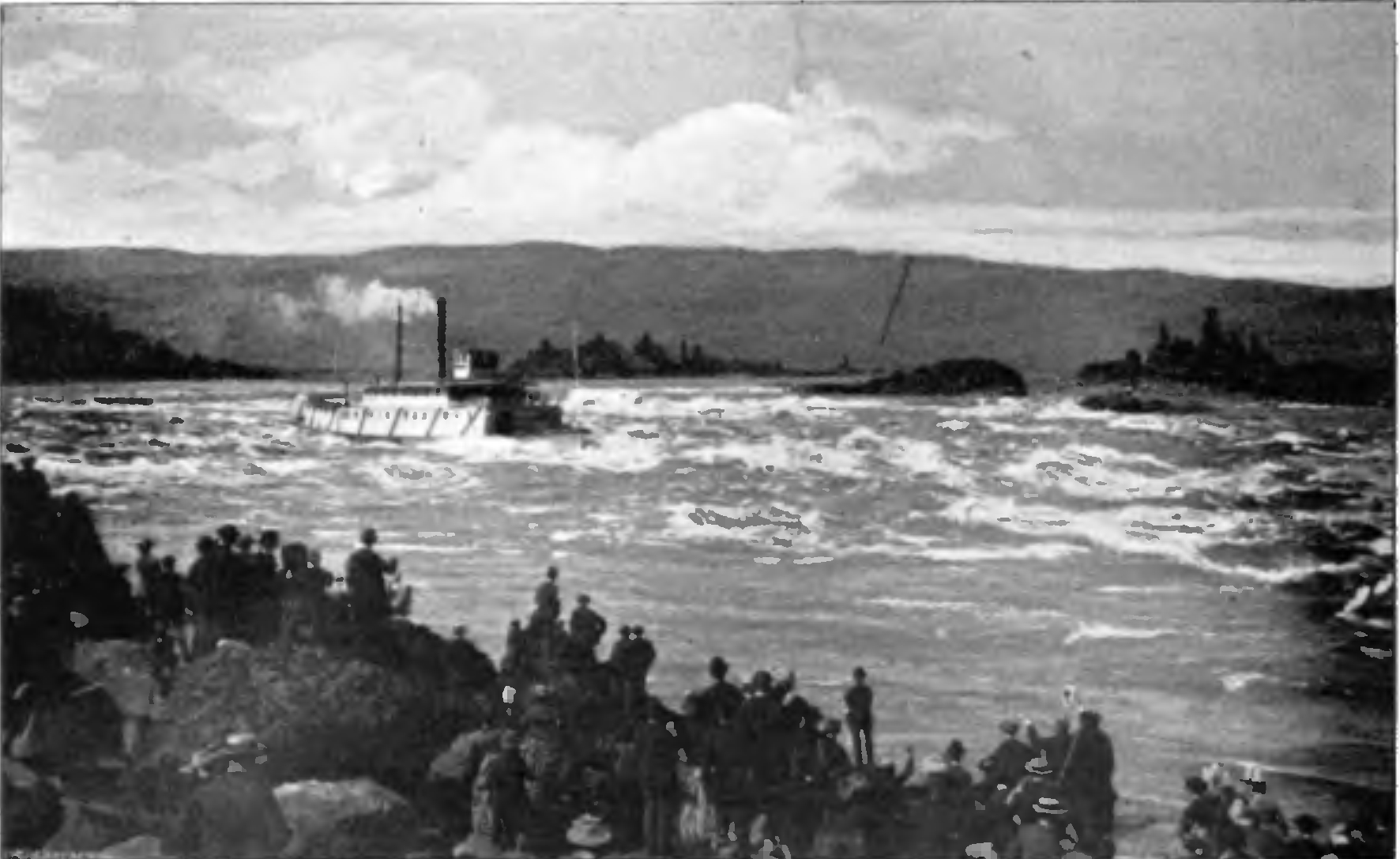
Пароход Hassalo проходит пороги Каскейдс на скорости около 97 км/ч, 1888 год. Сегодня пороги погребены под толщей воды водохранилища Бонневиль

Американский капитан Роберт Грэй и британский мореплаватель Джордж Ванкувер, исследовавшие реку в 1792 году, доказали возможность пересечения побочня в устье Колумбии. Многие проблемы связанные с прохождением между Тихим океаном и рекой остались и сегодня, несмотря на инженерные изменения устья. Судоходство на Колумбии началось с хождением парохода Beaver в 1836 году. Начало хождения американских судов в 1850 году стало мощным толчком к экономическому развитию региона. Пароходы использовались на нескольких участках реки: от Тихого океана до порогов Каскейдс, от Каскейдс до водопадов Селио, от Селио до устья реки Снейк, на Венатчи-Рич в восточном Вашингтоне, а также в Британской Колумбии.
Ещё в 1881 году промышленники предложили изменение естественного устья Колумбии для улучшения навигации. Долгие годы изменения заключались в построении волноломов в устье реки, дноуглубительных работах, построении каналов и шлюзов. Сегодня океанские грузовые суда могут проходить вверх по реке до Портленда, а баржи — вплоть до Льюистона. В 1891 году были проведены крупномасштабные дноуглубительные работы. Русло между Тихим океаном и Портлендом было углублено с 5,2 м до 7,6 м. Газета The Columbian заявила, что русло будет углублено до 12 м уже к 1905 году, однако такой уровень был достигнут лишь к 1976 году. Проект по построению канала и шлюзов на порогах Каскейдс был закончен в 1896 году, что позволило пароходам безопасно проходить через каньон реки Колумбия. Канал Селио, огибающий одноимённые водопады, был открыт для речных судов в 1915 году.
Строительство плотин в середине XX века и связанное с этим создание водохранилищ привело к тому, что большая часть порогов оказалась под водой. Разветвлённая система шлюзов позволила судам легко проходить из одного водохранилища в другое. Судоходный канал, позволяющий достичь Льюистона и проходящий вдоль рек Колумбия и Снейк, был завершён в 1975 году. Одним из основных товаров, перевозимых по реке, является пшеница, идущая главным образом на экспорт. Более 40 % всей пшеницы экспортируемой США перевозится на баржах по Колумбии.
Извержение вулкана Сент-Хеленс в 1980 году привело к оползням в этом районе, которые значительно уменьшили глубину реки на участке длиной более 6 км, принеся временный ущерб экономике Портленда.

### Углубление фарватера

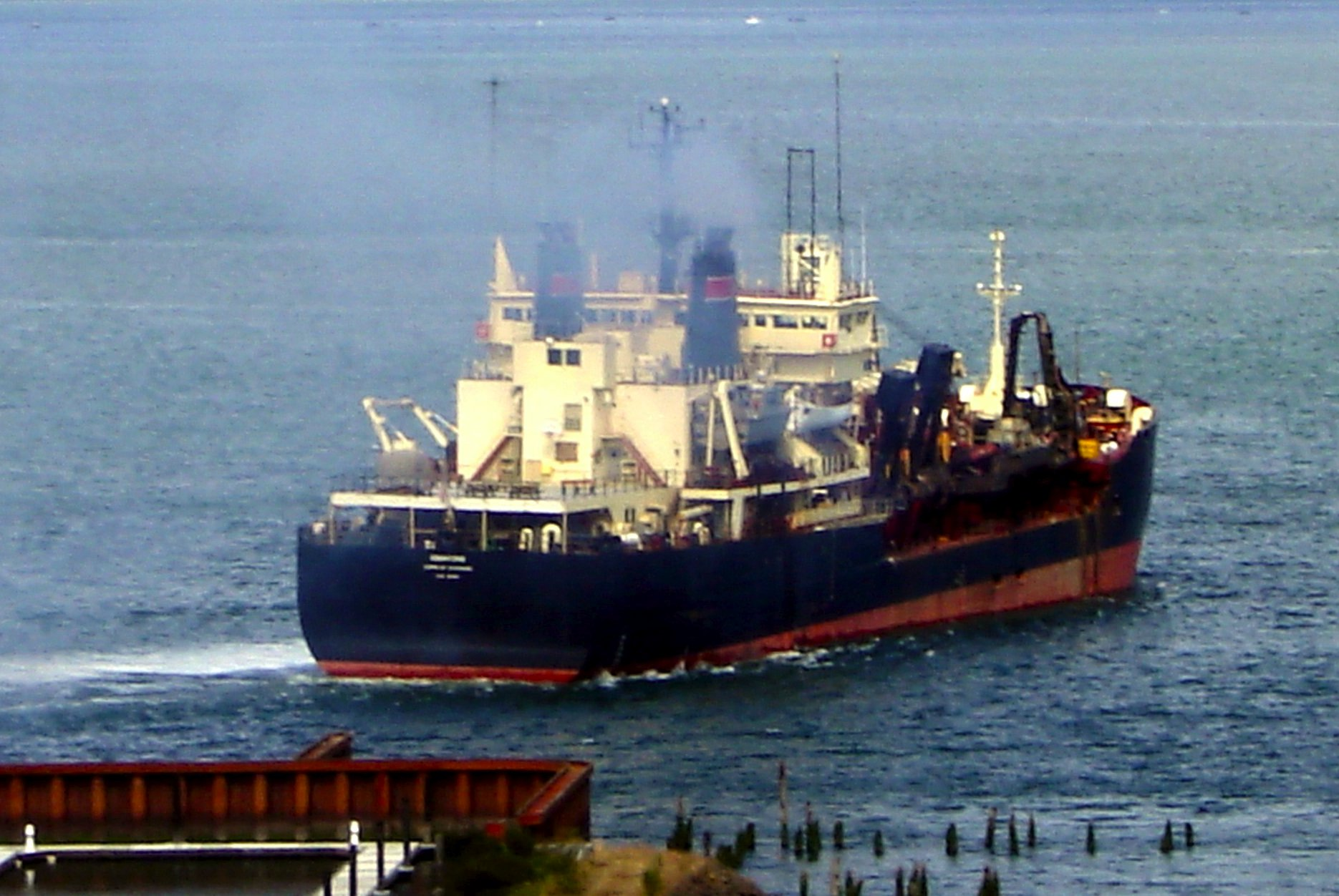
Essayons — один из трёх земснарядов инженерных войск США занимавшихся углублением судоходного канала

Попытки сохранения и улучшения фарватера продолжаются и сегодня. В 1990 году были проведены новые исследования о возможности дальнейших дноуглубительных работ в нижнем течении Колумбии. Дальнейшие планы были спорными с самого начала из-за экономических трудностей и экологических проблем. В 1999 году Конгресс разрешил углубление фарватера на участке от Портленда до Астории с 12 до 13 м, чтобы позволить крупным контейнерным судам и баржам достигать Портленда. Однако, проект встретил возражения оппозиции из-за опасений возможности разлива токсичных веществ в реку. Защитники окружающей среды, базирующиеся в Портленде, подали иск против инженерного корпуса армии США, но он был отвергнут Девятым окружным апелляционным судом в августе 2006 года.
Проект включает уменьшение ущерба окружающей среде; в частности, инженерные войска США должны уменьшить в 12 раз площадь водно-болотных угодий, которые пострадают при осуществлении проекта. Работы над этим проектом начались в 2005 году и планировалось завершить их в 2010. Стоимость проекта составляла около 150 млн $; федеральный бюджет оплачивает 65 % от этой стоимости, штаты Орегон и Вашингтон платят по 27 млн $ каждый, оставшаяся сумма была поделена между шестью местными портами.

## Экология и окружающая среда

### Миграции рыбы

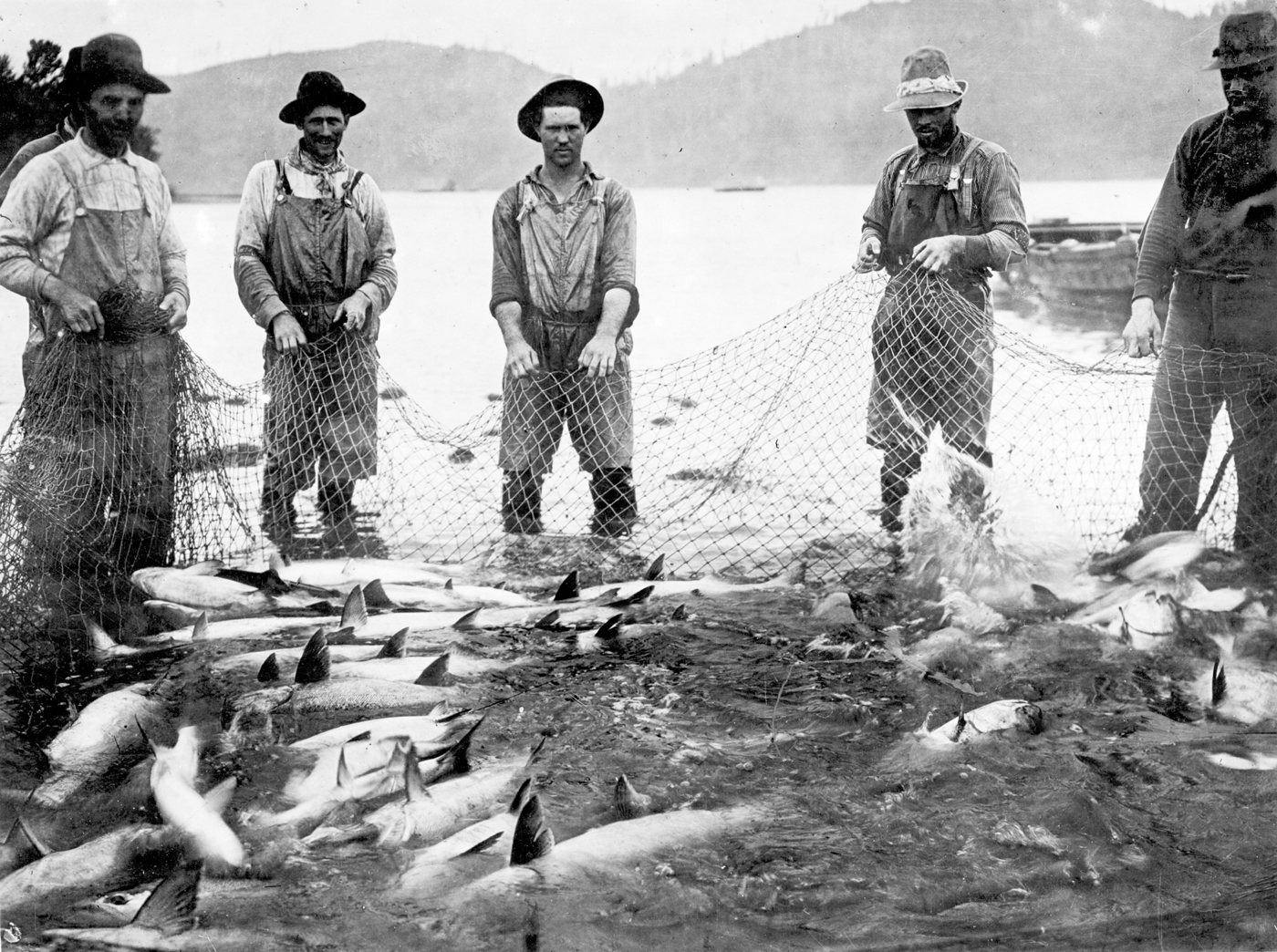
Лов лосося неводом на реке Колумбия, 1914 год

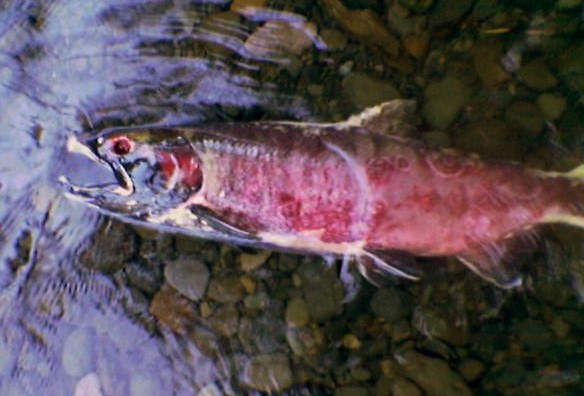
Имея короткий жизненный цикл, лосось погибает вскоре после нереста

В реке водится несколько видов проходных рыб, поднимающихся из Тихого океана в притоки реки. Такие виды лососёвых как кижуч, чавыча и микижа (все 3 относятся к роду тихоокеанские лососи) являются морскими рыбами, поднимающимися вверх по рекам в конце жизненного цикла для нереста. Белый осётр, которому для созревания требуется от 15 до 25 лет, обычно совершает подобные миграции несколько раз в течение жизни.
Популяция лосося начала сокращаться со строительством на реке консервных заводов в 1867 году. Обеспокоенность по поводу сокращения популяций лосося и осетра вызвала инициативы граждан, направленные на их сохранение и привела к изданию в Орегоне двух законов (1908) об ограничении рыбной ловли в реке Колумбия. В 1948 году была запрещена ловля рыбы неводом.
Дамбы прервали миграции проходящих рыб. Некоторые плотины на Колумбии и реке Снейк имеют в той или иной степени эффективные рыбопропускные сооружения, которые позволяют рыбе проходить вверх по течению. Другой проблемой являются мальки, скатывающие вниз к океану. Если раньше это путешествие занимало от двух до трёх недель, то теперь со строительством дамб течение реки стало гораздо медленнее. Путь вниз по реке может затянуться на несколько месяцев, что увеличивает смертность молоди. Иногда инженерный корпус армии США транспортирует мальков вниз по течению на грузовике или барже. Дамба Вождь Джозеф и другие плотины на притоках Колумбии полностью блокируют миграцию рыб вверх по течению. Осетровые имеют различные миграционные привычки, некоторые из них могут выжить и вне океана вообще. Во многих районах в верховьях рек, отрезанных дамбами, имеются популяции, живущие вверх по течению от плотины и никогда не спускающиеся в океан.
Не все виды рыб пострадали от модификаций реки. Так, Ptychocheilus oregonensis рода птихохейлус семейства карповые процветает в тёплых медленных водах, созданных плотинами. Исследования середины 1980-х годов показали, что от Ptychocheilus oregonensis сильно страдают мальки лосося; в 1990 году для защиты популяций лососёвых была предпринята программа, поощрявшая лов этого вида.
В апреле 1994 года совет Управления тихоокеанского рыболовства единогласно утвердил строгие правила на 18 лет, запретившие всю коммерческую ловлю лосося от мыса Фалкон до канадской границы. Зимой того же года возвращение кижуча превзошло все ожидания. В том же 1994 году министр внутренних дел США Брюс Бэббитт предложил удаление нескольких дамб, мешавших прохождению лосося на нерест. Северо-западный градостроительный совет утвердил план, предоставляющий больше вод рыбам и меньше — на нужды гидроэнергетики, ирригации и транспорта. В последующие годы защитники окружающей среды призывали к удалению дамб. Обычно предлагают удалить 4 крупные плотины в нижнем течении реки Снейк, что в частности было обозначено в плане администрации Буша (2001—2009) по восстановлению лосося.
Разрушение плотины Мармот на реке Санди было первым удалением дамбы в бассейне Колумбии. 26 октября 2011 года была снесена дамба Кондит на реке Уайт-Салмон, которая является второй самой высокой плотиной, когда-либо удалённой в США.

### Загрязнение

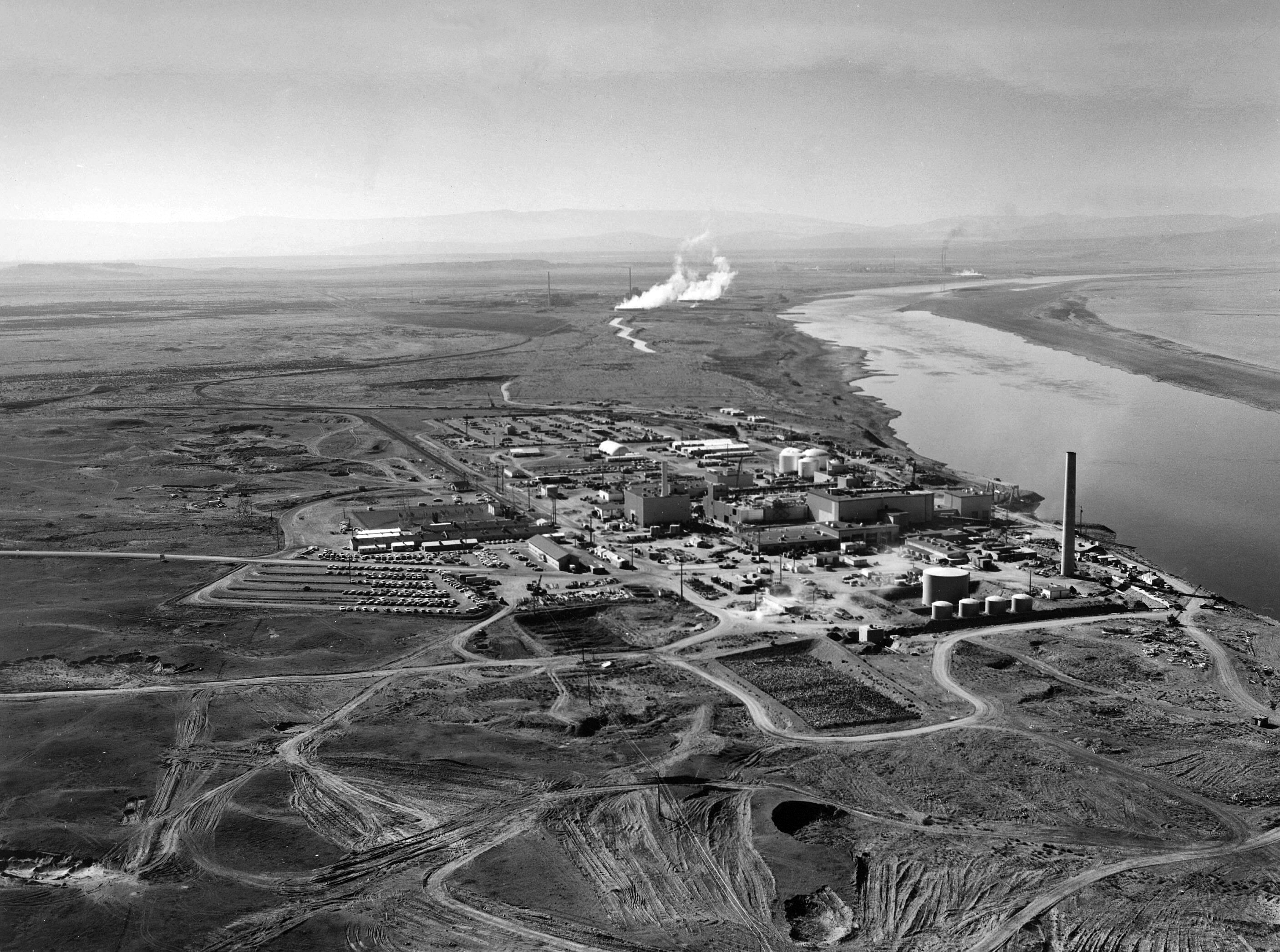
Ядерные реакторы Хэнфордского комплекса

В юго-восточном Вашингтоне на участке длиной в 80 км река течёт через Хэнфордский комплекс, который был основан в 1943 году в рамках Манхэттенского проекта. Комплекс использовался для производства плутония; 9 ядерных реакторов и связанные с ними объекты находились по берегам Колумбии. С 1944 по 1971 годы система насосов забирала воду из реки для охлаждения реакторов, а затем, после использования, возвращала обратно в реку. Перед сбросом обратно в реку вода отстаивалась в больших резервуарах на протяжении около 6 часов. Это отстаивание никак не воздействовало на долгоживущие изотопы, и несколько терабеккерелей ежедневно попадали в реку. К 1957 году 8 реакторов по производству плутония каждый день сбрасывали в Колумбию около 50 000 кюри радиоактивных материалов. Эти выбросы были засекречены федеральным правительством и оставались таковыми вплоть до рассекречивания документов в конце 1980-х годов. Радиация фиксировалась далеко вниз по течению реки, вплоть до побережья Вашингтона и Орегона.
Ядерные реакторы были выведены из эксплуатации с завершением Холодной войны, и сегодня Хэнфордский комплекс является местом одной из крупнейших в мире экологической очистки, проводимой министерством энергетики под контролем департамента экологии штата Вашингтон и агентства по охране окружающей среды. Ближайшие к комплексу водоносные горизонты содержат около 1 млрд м³ подземных вод, загрязнённых высокоактивными ядерными отходами, которые просочились из резервуаров для отстаивания воды. К 2008 году около 3785 м³ такой воды идёт по водоносным горизонтам к Колумбии. Радиоактивные отходы достигнут реки за 12 — 50 лет если не будет проведена соответствующая экологическая очистка.
Кроме ядерных отходов в реку попадают многие другие загрязняющие вещества. В их числе химические пестициды, бактерии, мышьяк, диоксины и полихлорированные дифенилы. Исследования также показали высокое содержание токсинов в рыбе, которая водится в бассейне реки, а также в самой воде. Токсины угрожают выживанию видов рыбы, а также наносят вред здоровью человека, употребляющего эту рыбу. Качество воды является также важным фактором выживаемости других видов животных и растений бассейна Колумбии.
Правительства штатов, индейские племена и федеральное правительство принимают меры по улучшению качества воды, почвы и воздуха в бассейне Колумбии, взяв на себя обязательство работать вместе для восстановления экосистем, находящихся в критическом состоянии. Несколько экологических мероприятий было проведено в последние годы, включая проекты Суперфонд в бухте Портленда, Хэнфорде и озере Рузвельта.